# 프로스펙스
프로스펙스(PRO-SPECS)는 대한민국의 운동화, 트레이닝복 등을 판매하는 스포츠 용품 브랜드이다.

## 역사
프로스펙스는 1981년 국제상사가 만든 브랜드로, 미국 내 6대 스포츠화로 선정되고 세계적 스포츠지 Runners World에서 5성급의 등급을 수여하였으며 그 이후 86 서울 아시안게임과 88 서울 올림픽에 공식 후원 업체로 참여하였다.
그러나 1985년 전두환 정권이 국제그룹을 해체시키면서, 국제상사는 한일그룹에 인수되었다. 90년대에 테니스화인 그랜드 슬램을 생산하고 92 바르셀로나 올림픽에 지원단을 파견하는 등의 활동을 활발히 하였다.
1990년에 출시된 농구화 슈퍼볼이 나이키의 에어포스, 에어조던과 더불어 큰 인기를 얻으며 농구화 붐의 주역이 되었다. 후속 제품인 헬리우스도 연세대학교 농구팀이 착용하여 많은 사랑을 받았다.
1997년 외환 위기 때 재정적으로 어려워져, 1998년 국제상사와 모기업 한일합섬은 부도를 냈다. 이후 법정관리와 인수를 거듭하다 2007년 LS그룹에 인수되어 2008년 LS네트웍스라는 회사명이 되었다.
2012년, 프로스펙스는 피겨스케이팅 선수 김연아와 배우 김수현을 모델로 세워, "W연아라인", "W수현라인"을 출시해 워킹화 광고를 했다.
2013년, "YUNA14" 42종을 론칭했다. 워킹화와 다운 재킷으로 구성되어있다. 수익금 일부는 피겨꿈나무들을 위해 기부되었다.
또, 복고풍의 "헤리티지" 라인 6종을 출시했다.
2016년, "임펄스"를 출시하면서, 중년고객 확보를 위해 배우 김희애를 광고모델로 내세웠다.
2022년, 대한민국 타이어회사 한국타이어앤테크놀로지와 손을 잡고 콜라보레이션 상품을 출시하였다.

## 브랜드
1981년에서 2007년까지 사용했던 F로고와 PRO-SPECS 표기를 2020년부터 다시 사용하고 있다.

## 광고
프로스펙스의 캐주얼 브랜드인 우씨(OOC)를 2000년, 2001년 가수 서태지가 광고에 출연했다.
2003년, 이다희가 프로스펙스 광고에 출연하였다.
2009년~ 2010년 이선진을 프로스펙스W모델로 발탁했다.
2011년, 배우 김혜수를 모델로 발탁됐다.
2012년, 김연아와 김수현을 모델로 발탁됐다.
2013년, 김연아을 모델로 내세웠다.
2015년, 배우 강소라와 강하늘이 모델로 발탁됐다.
2016년, 배우 김희애가 모델로 발탁됐다.
2017년, 축구선수 이동국과 그의 아들 이시안이 모델로 발탁됐다.
2020년, 전직 권투 선수이자 1988 하계 올림픽 복싱 금메달리스트 김광선과 배우 성훈을 모델로 발탁됐다.

## 현재 생산중인 모델
- 프로스펙스 W
- 프로스펙스 R
- 프로스펙스 GH+
- 프로스펙스 KIDS
- 프로스펙스 헤리티지

## 스폰서

### 축구

#### 클럽
- FC 서울 (2022 ~ 현재)
- 포항 스틸러스 (1993 ~ 1995)
- 울산 HD FC (1994 ~ 1996)
- 충북 청주 FC (2009)

### 야구

#### 클럽
- LG 트윈스

## 연혁
- 1949년: (주)국제화학 설립
- 1976년: (주)국제상사로 상호변경
- 1981년: 브랜드 '프로스펙스' 개발
- 1986년: 서울 아시안게임 공식 후원업체
- 1988년: 서울올림픽 공식 후원업체 선정
- 2008년: PROSPECS NEW BI
국제상사에서 LS네트웍스로 상호변경
- 2009년: PROSPECS W 론칭
- 2011년 10월: PROSPECS NEW BI
- 2012년: 프로스펙스 W 워킹화 300만족 돌파
- 2015년 12월: 프로스펙스 워킹화 500만족 돌파
- 2016년 4월: 레드닷디자인 어워드 위너상 수상

## 같이 보기
- 아식스
- 뉴발란스
- 프로월드컵
- 휠라